# Tavshed (film)
|  | Denne artikel er oprettet af botten Steenthbot ud fra en ekstern database. Den kan derfor have sproglige fejl eller mangler. Denne skabelon kan fjernes efter kontrol af indholdet. |

Tavshed er en dansk kortfilm fra 1991 instrueret af Amir Rezazadeh og efter manuskript af Amir Rezazadeh og Jakob Gislason.

## Handling
Det er svært at skrige i tavshed. En historie om en mand, en kvinde og en by.

## Medvirkende
- Peter Hesse Overgaard
- Heidi Holm Katznelson
- John Larsen
- Pernille Grumme
- Niels Jensen
- Inge Strøbech